# Список кладбищ Симферополя

Схема исторических кладбищ Симферополя на плане 1930 года. 1 — Первое городское кладбище, 2 — Первое гражданское кладбище, 3 — Второе гражданское кладбище, 4 — Еврейское кладбище, 5 — Старое татарское кладбище, 6 — Новое татарское кладбище, 7 — Армяно-григорианское кладбище, 8 — Бахчиэльское кладбище, 9 — Петровское кладбище, 10 — Битакское кладбище (4, 8, 9, 10 на тот момент за городской чертой)

Список кладбищ Симферополя — содержит перечень всех официально существующих мест захоронения на территории муниципального образования городской округ Симферополь Республики Крым, а также ранее существовавших (снесённых) исторических кладбищ.

## История
Поскольку территория Симферополя заселена со времён палеолита, установить точное количество некрополей тут не представляется возможным. Данный список содержит данные о кладбищах упомянутых в письменных источниках. Ряд таких кладбищ к настоящему времени снесены или поглощены городской застройкой.
Небольшие некрополи также находятся в ограде церквей, но они предназначались для духовенства и крупных благотворителей и в список кладбищ не входят. Также в список кладбищ не входят воинские индивидуальные и братские захоронения, если они носили разовый характер.
Кладбища Ак-мечети (Ак-Месджита) в настоящее время не сохранились (кроме отдельных памятников). Старейшее христианское Первое городское кладбище также было снесено в 1930-е годы. В послевоенное время Симферополь включил в городскую черту кладбища пригородных населённых пунктов. В ходе роста города снесены Старое и Новое татарские кладбища, часть Первого и Второго гражданского кладбища и часть Еврейского кладбища. Перезахоронения при этом не проводились, часть надгробий использованы как строительный материал. С 1964 года основным городским кладбищем является кладбище Абдал. В 1990 годы открыта его вторая часть Абдал-2 (Новый Абдал).
В настоящее время на территории городского округа Симферополь официально существует 18 выявленных объектов похоронного назначения. На трех из них проводятся захоронения. Остальные, согласно постановлению администрации города Симферополя от 27.09.2019 № 5532 для захоронений закрыты.

## Список
| Наименование | Местоположение | Краткое описание | Известные захоронения | Изображение |
| --- | --- | --- | --- | ----------- |
| Старинное татарское кладбище Ак-Месджита с могилой святого Азиз Салгир-Баба и источником Азиз сув (ныне фонтан Савопуло) | Берег Салгира вдоль ул. Воронцова (от дворца калги-султана), ул. Ленина, ул. Р. Люксембург (примерно до современного памятника Суворову) - 44°57′03″ с. ш. 34°06′36″ в. д. | В 1784 году ещё существовало, в начале XIX века застроено. В. Х. Кондараки отмечает: «Кладбища эти давно уже перерыты, и на местах их воздвигнуты постройки» | Могила святого Азиз Салгир-Баба, (в настоящее время участок по ул. Воровского, 11) |             |
| Первое городское кладбище, другое название Старое христианское кладбище | Располагалось между существующими улицами Севастопольской и Караимской, ул. Крылова (бывшая ул. Кладбищенская) и ул. Козлова (ул. Ново-Садовая) - 44°56′35″ с. ш. 34°05′55″ в. д. °, | Основано в 1788 году, в середине 1860-х годов закрыто для захоронений. В 1824 году на этом кладбище построена православная церковь, увеличенная в конце 1860-х годов, когда она сделалась приходской. В 1930-х снесено, часть надгробий использованы при строительстве бани у Феодосийского моста                                                            | Маркевич А. И. пишет: «Особенный интерес представляет (…) кладбище по отношению к погребённым на нём лицам, и в этом отношении значение этого некрополя выходит далеко из рамок истории города Симферополя. На этом кладбище покоятся тела свидетелей присоединения Крыма к России, губ. предводителя дворянства Нотары, амазонок Шидянской-Сарандовой и Бухольцевой и др., затем героя Наварина Асташева, несколько десятков защитников Севастополя с адмиралом Станюковичем во главе, сестѐр милосердия, полковых священников, и т. д. Здесь лежат боевые генералы Гельфрейх, Лаврентьев и др., губернаторы Баранов и Нарышкин, вице-губернаторы Шостак и Браилко (…) и др.» |             |
| (смежные объекты) Старое городское татарское кладбище Новое городское татарское кладбище | Занимали территорию, ограниченную с севера ул. Татарской (ныне ул. Футболистов), с востока — Кладбищенской (ныне ул. Крылова) и Курцовской, с юга — Выгонной (ныне ул. Жидкова), с запада — Ново-Садовой (ныне ул. Козлова) и Училищной. Границей между кладбищами служила ул. Армейская (ныне Красноармейская). - 44°56′26″ с. ш. 34°06′18″ в. д. - 44°56′09″ с. ш. 34°06′21″ в. д. | После депортации крымских татар в 1944 году кладбища были снесены в 1950-х годах. Часть памятников использованы как стройматериалы. Территория отдана под застройку | Могилы святых Ваджип-азизи и Джевад азизи, Могилы полковника Исмаила Муфти-заде (1841—1917), писателя Сейид-Абдуллы Озенбашлы (1867—1924), актрисы Эмине Челебиевой (ум. 1927) |             |
| (смежные объекты) Воинское кладбище, Объект культурного наследия народов РФ регионального значения. Рег. № 911720892640005 (ЕГРОКН) Старо-армянское кладбище, другое название армяно-григорианское кладбище Объект культурного наследия народов РФ регионального значения. Рег. № 911720892790005 (ЕГРОКН) | ул. Старозенитная / ул. Бахчисарайская - 44°56′07″ с. ш. 34°06′06″ в. д. | Закрыто для захоронений, площадь 2.1199 га и 2.328 га | Могила А. В. Мокроусова, руководителя партизанского движения в Крыму Объект культурного наследия народов РФ регионального значения. Рег. № 911710892670005 (ЕГРОКН) Могила борца за власть Советов в Крыму А. М. Лысенко Объект культурного наследия народов РФ регионального значения. Рег. № 911710892740005 (ЕГРОКН) Группа братских и одиночных могил советских воинов Объект культурного наследия народов РФ регионального значения. Рег. № 911720892690005 (ЕГРОКН) Братская могила членов подпольно-диверсионной группы железнодорожников Объект культурного наследия народов РФ регионального значения. Рег. № 911710892680005 (ЕГРОКН) |             |
| Старорусское кладбище, другое название 1-е гражданское кладбище и 2-е гражданское кладбище (соответственно юго-восточная и северо-западная части) | ул. Объездная (Центральный рынок), ул. Южная - 44°56′28″ с. ш. 34°05′22″ в. д. | Городская управа выделила под него землю в ноябре 1852 года. Храм Всех Святых был сооружён в 1864 году. На кладбище были еврейский и караимский участки, также здесь хоронили армян и немцев-лютеран. Восточная часть кладбища была снесена при строительстве стадиона Симферопольского ВВПСУ. Закрыто для захоронений, площадь 10.2422 га                   | Братская могила советских воинов Объект культурного наследия народов РФ регионального значения. Рег. № 911710883930005 (ЕГРОКН) Братская могила советских воинов Объект культурного наследия народов РФ регионального значения. Рег. № 911710883960005 (ЕГРОКН) Братская могила советских воинов Объект культурного наследия народов РФ регионального значения. Рег. № 911710892470005 (ЕГРОКН) Братская могила советских воинов и партизанки Л. И. Вовченко Объект культурного наследия народов РФ регионального значения. Рег. № 911710883970005 (ЕГРОКН) Братская могила членов подпольной группы «Сокол» Объект культурного наследия народов РФ регионального значения. Рег. № 911710884050005 (ЕГРОКН) Могила академика батальной живописи Н. С. Самокиша Объект культурного наследия народов РФ регионального значения. Рег. № 911710892460005 (ЕГРОКН) Могила Героя Советского Союза капитана И. Н. Лихого Объект культурного наследия народов РФ регионального значения. Рег. № 911710892450005 (ЕГРОКН) Могила И. В. Гекало, комиссара огневой бригады 51-й дивизии, участвовавшей в штурме Перекопа в 1920 году Объект культурного наследия народов РФ регионального значения. Рег. № 911710892430005 (ЕГРОКН) Могила партизана Ф. Н. Мельникова Объект культурного наследия народов РФ регионального значения. Рег. № 911710884020005 (ЕГРОКН) Могила подпольщика Л. Г. Тарабукина Объект культурного наследия народов РФ регионального значения. Рег. № 911710884080005 (ЕГРОКН) Могила подпольщицы З. М. Рухадзе Объект культурного наследия народов РФ регионального значения. Рег. № 911710884100005 (ЕГРОКН) Могила советских воинов майора И. В. Сидорова и майора А. Е. Мищенко Объект культурного наследия народов РФ регионального значения. Рег. № 911710883940005 (ЕГРОКН) Могила старшины 2-й статьи, санинструктора Е. Ф. Дерюгиной Объект культурного наследия народов РФ регионального значения. Рег. № 911710884140005 (ЕГРОКН) Участок воинских захоронений советских воинов − двадцать шесть одиночных могил и одна братская Объект культурного наследия народов РФ регионального значения. Рег. № 911710883990005 (ЕГРОКН) Участок воинских захоронений советских воинов − пять одиночных могил и одна братская могила Объект культурного наследия народов РФ регионального значения. Рег. № 911710883980005 (ЕГРОКН) Могила подполковника М. С. Модина Объект культурного наследия народов РФ регионального значения. Рег. № 911710884080005 (ЕГРОКН) Могила подпольщика В. Б. Сергеева Объект культурного наследия народов РФ регионального значения. Рег. № 911710884110005 (ЕГРОКН) Могила подпольщика В. В. Дацуна Объект культурного наследия народов РФ регионального значения. Рег. № 911710884090005 (ЕГРОКН) Могила подпольщика Г. А. Тайшина Объект культурного наследия народов РФ регионального значения. Рег. № 911710884070005 (ЕГРОКН) Могила подпольщика И. И. Носенко Объект культурного наследия народов РФ регионального значения. Рег. № 911710884130005 (ЕГРОКН) |             |
| Бахчиэльское кладбище | ул. Донская, ул. Титова - 44°58′12″ с. ш. 34°06′48″ в. д. | Закрыто для захоронений, площадь 1.624 га | Братская могила советских воинов Объект культурного наследия народов РФ регионального значения. Рег. № 911710892810005 (ЕГРОКН) |             |
| Кладбище «Абдал—1» | ул. Куйбышева, 251 - 44°59′12″ с. ш. 34°06′28″ в. д. | Открыто для захоронений, площадь 73 га | Братская могила мирных жителей — жертв фашистского террора Объект культурного наследия народов РФ регионального значения. Рег. № 911710892510005 (ЕГРОКН) Могила жертвы белогвардейского террора И. Т. Орлова Объект культурного наследия народов РФ регионального значения. Рег. № 911710892500005 (ЕГРОКН) |             |
| Кладбище «Абдал-2» | ул. Куйбышева, 261 - 44°59′44″ с. ш. 34°06′04″ в. д. | Открыто для захоронений, площадь 98 га | |             |
| Кладбище «Битак» | ул. Полины Осипенко - 44°56′38″ с. ш. 34°08′34″ в. д. | Закрыто для захоронений, площадь 0.8374 га | |             |
| Неаполь-Скифское | Петровская Балка | Закрыто для захоронений, площадь 0.5559 га | |             |
| Кладбище «Украинка» | ул. Шахтеров - 44°57′52″ с. ш. 34°04′02″ в. д. | Закрыто для захоронений, площадь 0.9186 га | |             |
| Кладбище «Белое» | район Свобода, ул. Белая - 44°59′00″ с. ш. 34°08′35″ в. д. | Закрыто для захоронений, площадь 0.4113 га | Братская могила советских воинов Объект культурного наследия народов РФ регионального значения. Рег. № 911710892360005 (ЕГРОКН) |             |
| Кладбище «Комсомольское» | пгт. Комсомольское - 44°59′22″ с. ш. 34°03′37″ в. д. | Закрыто для захоронений, площадь 2.2902 га | |             |
| Кладбище «ГРЭС» | пгт. Комсомольское - 45°00′44″ с. ш. 34°01′38″ в. д. | Открыто для захоронений, площадь 4,4161 га | |             |
| Еврейское кладбище и русское кладбище | ул. Широкая — ул. Западная - 44°57′36″ с. ш. 34°04′25″ в. д. | Земельный участок за железнодорожным полотном был выделен в 1909 году, кладбище функционировало с 1911 по 1964 год. Закрыто решение горисполкома № 829 от 6 сентября 1964 в связи с открытием кладбища Абдал-1. Часть кладбища (русское кладбище) в 1970-х была занята под промышленную застройку, могилы снесены. Закрыто для захоронений, площадь 3.199 га | Могила подпольщиц Фаины Шполянской и Евгении Жигалиной Памятник культурного наследия Украины местного значения. Охр. № 44-АР Объект культурного наследия народов РФ регионального значения. Рег. № 911710892820005 (ЕГРОКН) |             |
| Неизвестное кладбище, другое название Петровское кладбище | ул. Беспалова, ул. Первомайская - 44°56′29″ с. ш. 34°07′29″ в. д. | Закрыто для захоронений, площадь | Могилы рядовых М. А. Опрыжко и М. Е. Шевердеева Объект культурного наследия народов РФ регионального значения. Рег. № 911710883810005 (ЕГРОКН) Братская могила советских воинов Объект культурного наследия народов РФ регионального значения. Рег. № 911710883820005 (ЕГРОКН) |             |
| Мемориальный комплекс - Военно-историческое кладбище участников Крымской войны 1853—1856 годов и могила генерал-лейтенанта А. К. Абрамова, командира 13-й пехотной дивизии Объект культурного наследия народов РФ регионального значения. Рег. № 911720892590005 (ЕГРОКН)                                  | ул. Петровская балка, № 346 южная окраина - 44°55′18″ с. ш. 34°07′12″ в. д. | Закрыто для захоронений, площадь 2.3888 га | Могила генерал-лейтенанта А. К. Абрамова (1836—1886), командира 13-й пехотной дивизии Объект культурного наследия народов РФ регионального значения. Рег. № 911720892590005 (ЕГРОКН) |             |
| Неизвестное кладбище | ул. Ковыльная - 44°58′43″ с. ш. 34°07′21″ в. д. | Закрыто для захоронений, площадь 0.3447 га | |             |
| Неизвестное кладбище | пер. Лесной / ул. Промышленная - 44°55′08″ с. ш. 34°08′43″ в. д. | Закрыто для захоронений, площадь 0.0259 га | |             |
| Неизвестное кладбище, другое название Богурча (Боурча) | пгт. Каменка - 44°59′46″ с. ш. 34°10′16″ в. д. | Закрыто для захоронений, площадь 3,3047 га, юго-западная часть — христианская, северо-восточная часть — мусульманская, разделяются ул. А. Гафарова | |             |